# Facpi Point
Facpi Point är en udde i Guam (USA).   Den ligger i kommunerna Umatac och Agat i den sydvästra delen av Guam, 19 km sydväst om huvudstaden Hagåtña. 